# ثایر (میزوری)
ثایر (به انگلیسی: Thayer) یک شهر در ایالات متحده آمریکا است که در شهرستان اورگن، میزوری واقع شده‌است. ثایر ۶٫۳۲ کیلومتر مربع مساحت و ۲٬۲۴۳ نفر جمعیت دارد و ۱۶۱ متر بالاتر از سطح دریا قرار دارد.